# Себастиан Бинек
Себастиан Бинек е немски режисьор, художник и фотограф.

## Биография
Себастиан Бинек е роден на 24 април 1975 г. в град Чарноваси, Полша. Прекарва детството си (до 13-годишна възраст) в Полша, след което емигрира с родителите си в Германия.
Изкуството е неговата страст – интересува се най-вече от визуалните изкуства, интересът към които се заражда в изключително ранна възраст. До навършването на 20-годишната си възраст участва в огромен на брой изложби. Посещава Браунвайския художествен колеж (Германия), специалност „Фотография“, а след това – Берлинския университет по изкуствата, където получава магистърска степен.
Първите си видео работи режисира още като студент в университета в Берлин.
След завършването на висшето си образование работи в чужбина, като печели работна стипендия към френско-немска младежка организация в град Рен, Северозападна Франция. Себастиян Бинек започва образованието си към Немската академия по филмово и телевизионно изкуство през 2002 г.
През 2011 г. той пише книгата „Истински фалшив“ (Realfake).
През 2013 г. художникът създава прочутата си колеция „Doublefaced“ (Двуличен – бел.пр), която става известна в целия свят за много кратък период от време. За колекцията се пише на почти всички езици по света.
Картини на Себастиан Бинек красят галерии в Манчестър, Цюрих и Будапеща.

## Колекции
От 2008 година насам той създава следните колекции от картини:
- (2008) „Портрети“ (съдържаща 3 картини)
- (2009) „Мечки“ (съдържаща 25 картини)
- (2009) „Моите Фейсбуук-фенове“ (съдържаща 38 картини)
- (2010) „Звезди“ (съдържаща 3 картини)
- (2010) „Фабрика“ (съдържаща 6 картини)
- (2010) „Догми“ (съдържаща 3 картини)
- (2010) „Tова и онова“ (съдържаща 2 картини)
- (2010) „Изкуството за изкуството“ (съдържаща 7 картини)
- (2010) „Понякога“ (съдържаща 16 картини)
- (2012) „Държавна сигурност“ (съдържаща 14 картини)
- (2012) „UPO“ (съдържаща 8 картини)
- (2012) „Нови мечки“ (съдържаща 8 картини)
- (2012) „Надрисуван Себастиан Бинек“ (съдържаща 3 картини)
- (2012) „Перфектни истории“ (съдържаща 23 картини)
- (2012) „Малки мечки“ (съдържаща 9 картини)
- (2012) „Земни мечки“ (съдържаща 5 картини)
- (2013) „Ротациите на четката“ (съдържаща 13 картини)

## Филмография
- 2002: Zero
- 2004: Sand
- 2005: Sugar
- 2007: The Gamblers
- 2008: Silvester Home Run